# Dynamic packaging
Dynamic packaging is een methode die wordt gebruikt door  reisorganisaties om  pakketreizen samen te stellen en aan te bieden aan de consument. Het samenstellen van verschillende reisdiensten, zoals een vlucht, accommodatie en bijvoorbeeld een transfer of huurauto, tot één pakket gebeurt automatisch op het moment dat de consument een aanvraag doet voor een vakantie. Via online systemen worden de actuele prijzen opgevraagd en vergeleken bij verschillende luchtvaartmaatschappijen en aanbieders van hotelkamers, transfers en huurauto’s, waardoor de consument altijd de meest actuele totaalprijs te zien krijgt. 

## Traditionele pakketreizen
Touroperators die traditionele pakketreizen aanbieden kopen vooraf een vast aantal diensten, zoals stoelen in vliegtuigen en hotelkamers in. Uit deze voorraad worden pakketten samengesteld die tegen een vaste prijs worden aangeboden op de markt. Een touroperator die werkt volgens de dynamic packaging methode heeft deze voorraden niet nodig, omdat via een koppeling met verschillende losse aanbieders op het moment van aanvraag de prijs kan worden opgevraagd en de reis direct kan worden ingeboekt. De prijzen zijn hierdoor variabel en kunnen vaak meerdere keren per dag wijzigen.